# 王尹平
王尹平（1983年6月18日—），台灣女模特兒，國立臺北藝術大學校友，所屬經紀公司為伊林娛樂，也參與過主持節目。

## 主持節目
| 年份   | 節目                                                                        | 備註                                   |
| 2015年 | 名模出任務（2016年2月27日王尹平在臉書表示因身體因素，已退出名模出任務主持） | 與大愷、陳思璇、李沛旭、杜詩梅一同主持 |

20090215

## 電影
| 年份   | 片名           | 角色   | 導演   |
| 2012年 | 《親愛的奶奶》 | 龍哥妻 | 瞿友寧 |

## 代言廣告
- 奧黛莉內衣
- 神V內衣[2][4]